# Ramphotyphlops endoterus
Ramphotyphlops endoterus е вид змия от семейство Червейници (Typhlopidae). Видът не е застрашен от изчезване.

## Разпространение
Разпространен е в Австралия (Западна Австралия, Куинсланд, Нов Южен Уелс, Северна територия и Южна Австралия).

## Описание
Популацията на вида е стабилна.